# تد پو
تد پو (به انگلیسی: Ted Poe) نمایندهٔ حوزه انتخابیه دوم تگزاس از حزب جمهوری‌خواه ایالات متحده آمریکا در مجلس نمایندگان ایالات متحده آمریکا است که برای نخستین‌بار در ۲۱ ژانویه ۲۰۰۵ میلادی به‌عضویت این مجلس درآمد.